# Calamaria acutirostris
Espèce
Calamaria acutirostris  est une espèce de serpents de la famille des Colubridae.

## Répartition
Cette espèce est endémique de Sulawesi en Indonésie.

## Description
L'holotype de Calamaria acutirostris mesure 250 mm dont 43 mm pour la queue. Cette espèce a la face dorsale uniformément brun noirâtre et la face ventrale blanche.

## Étymologie
Son nom d'espèce, dérivé du latin acutus, « aigu », et rostrum, « bec », lui a été donné en référence à son museau pointu.

## Publication originale
- Boulenger, 1896 : Descriptions of new reptiles and batrachians collected in Celebes by Drs. P. & F. Sarasin. Annals and Magazine of Natural History, ser. 6, vol. 17, p. 393-395 (texte intégral).